# Xander (sanger)
 For alternative betydninger, se Xander. (Se også artikler, som begynder med Xander)
Alexander Theo Linnet (født 4. april 1988 i København), bedre kendt som Xander Linnet, er en dansk popsanger, rapper og sangskriver.

## Liv og karriere

### Familie
Alexander Theo Linnet er søn af sangerinden Anne Linnet og den tidligere model Mads Buhl Nielsen. Han er i Danmark og en periode i  Rom.
Xander har tidligere dannet par med Zeinab Mosawi indtil 2020.

### Over skyer, under vandogHvis jeg skrev dig en sang(2010-nu)
Xander debuterede med med hitsinglen "Det burde ikk være sådan her" i september 2010, der har ligget nummer ét på hitlisten, og solgt platin for mere end 30.000 solgte downloads. Han udgav sit debutalbum, Over skyer, under vand den 28. februar 2011 på ArtPeople. Den 7. marts 2011 udkom andensinglen, "Os to og mine lagner", der i samme uge blev valgt som P3's Uundgåelige på P3.
Den 5. august 2011 blev Xander idømt 60 dages betinget fængsel og 40 timers samfundstjeneste for at have slået en mand med en metalstang, samt for at have sparket ham en gang. Hændelsen fandt sted i Xanders lejlighed i maj, og offeret pådrog sig en bule i panden og et rødt mærke bag øret.
I august 2012 blev Xander offentliggjort som ny coach i sangkonkurrencen Voice - Danmarks største stemme på TV 2, der havde premiere den 15. september. Om sin deltagelse i tv-programmet sagde han, "Som musiker kan jeg vælge enten at sætte mig ned og brokke mig over, at tiden har mere fokus på gøgl og varm luft, end den har på det egentlige indhold. Eller jeg kan vælge at være med til at præge tiden sammen med et program, der i det mindste forsøger at gøre en forskel i hele det her cirkus. Det gør ’Voice’."

## Diskografi

### Album
- Over skyer, under vand (2011)
- Hvis jeg skrev dig en sang (2012)

### EP'er
- Indre By (2016)

### Singler
| År                                                               | Titel                                         | Højeste placering | Højeste placering | Certificering                            | Album                      |
| År                                                               | Titel                                         | Download          | Streaming         | Certificering                            | Album                      |
| ---------------------------------------------------------------- | --------------------------------------------- | ----------------- | ----------------- | ---------------------------------------- | -------------------------- |
| 2010                                                             | "Det burde ikk være sådan her"                | 1                 | 2                 | - Platin (download) - Platin (streaming) | Over skyer, under vand     |
| 2011                                                             | "Os to og mine lagner"                        | 25                | —                 |                                          | Over skyer, under vand     |
| 2012                                                             | "Under mig"                                   | —                 | —                 |                                          | Over skyer, under vand     |
| 2012                                                             | "Over alle bjerge"                            | 18                | —                 | - Guld (streaming)                       | Hvis jeg skrev dig en sang |
| 2012                                                             | "Hvis jeg skrev dig en sang"                  | 20                | —                 |                                          | Hvis jeg skrev dig en sang |
| 2013                                                             | "Kom med mig hjem" (featuring Kesi)           | —                 | —                 |                                          | Hvis jeg skrev dig en sang |
| 2013                                                             | "Mit hjerte brænder" (featuring Nadia Gattas) | —                 | —                 |                                          | Hvis jeg skrev dig en sang |
| 2014                                                             | "Grædt for mig"                               | —                 | —                 |                                          |                            |
| 2014                                                             | "Gråbrødretorv"                               | —                 | —                 |                                          |                            |
| 2014                                                             | "Helt væk"                                    | —                 | —                 |                                          |                            |
| 2014                                                             | "Dag & nat"                                   | —                 | —                 |                                          |                            |
| 2016                                                             | "Man kan ikk spole tiden tilbage"             | —                 | —                 | - Guld                                   | Indre by                   |
| 2016                                                             | "Spild tiden"                                 | —                 | —                 |                                          | Indre by                   |
| "—" markerer en udgivelse der ikke opnåede en hitlisteplacering. |                                               |                   |                   |                                          |                            |

#### som gæsteartist
| År                                                               | Titel                                             | Højeste placering | Højeste placering | Certificering        | Album        |
| År                                                               | Titel                                             | Download          | Streaming         | Certificering        | Album        |
| ---------------------------------------------------------------- | ------------------------------------------------- | ----------------- | ----------------- | -------------------- | ------------ |
| 2012                                                             | "Den første nat" (Ankerstjerne featuring Xander)  | 10                | —                 | - Platin (streaming) | Ankerstjerne |
| 2012                                                             | "En anden" (Wafande featuring Xander)             | 19                | —                 | - Platin (streaming) | Du ved det   |
| 2012                                                             | "Årets defekt" (Andreas Odbjerg featuring Xander) | —                 | —                 |                      |              |
| "—" markerer en udgivelse der ikke opnåede en hitlisteplacering. |                                                   |                   |                   |                      |              |

### Andre medvirkender
| År   | Titel                                        | Album   |
| ---- | -------------------------------------------- | ------- |
| 2012 | "Blinkende lygter" (Orgi-E featuring Xander) | Klamfyr |